# 1445

## Събития
- Йохан Гутенберг от Майнц създава първата пишеща машина.

## Родени
- 1 март – Сандро Ботичели, италиански художник († 1510)
- 3 март – Асканио Сфорца, епископ на Егер († 1505)
- неизв. – Джулиано да Сангало, италиански архитект и скулптор († 1516)

## Починали
- 18 февруари – Мария Арагонска, кралица на Кастилия (* 1403)
- 19 февруари – Елеонора Арагонска, кралица на Португалия (* 1402)
- 15 юли – Джоан Бофорт, кралица на Шотландия (* 1404)
- 2 август – Освалд фон Волкенщайн, австрийски композитор (* 1377)